# Sportclub Enschede
Lo Sportclub Enschede o SC Enschede è una società calcistica olandese con sede nella città di Enschede, milita nella Eerste Klasse, la quinta divisione del campionato olandese.

## Storia
Il club viene fondato il 1º giugno 1910. Diventa campione nel 1926, e negli anni successivi rimane generalmente ai massimi livelli del campionato olandese di calcio. Si arriva poi nella seconda metà degli anni '50, quando nasce nei Paesi Bassi l'Eredivisie, il primo campionato a girone unico. Il club partecipa direttamente alla prima edizione del 1956, mentre l'anno successivo viene raggiunto un buon risultato: il campionato viene concluso in testa a pari punti con il DOS, tuttavia gli avversari vincono lo spareggio conquistando così il titolo. In seguito l'Enschede riesce ad ottenere l'accesso alle competizioni internazionali partecipando alla Coppa Piano Karl Rappan per due volte, nelle stagioni 1963-1964 e 1964-1965, venendo però sempre eliminato nella fase a gironi.
Il 1º luglio 1965 il club si fonde con l'Enschedese Boys per problemi finanziari, fondando il Twente, club che partecipa nella massima serie del campionato di calcio olandese. Il club esiste ancora oggi e partecipa alla Zondag eerste klasse E, ossia la seconda divisione del campionato dilettante olandese.

## Palmarès

### Competizioni nazionali
- Campionato olandese: 1

1925-1926

### Altri piazzamenti
- Campionato olandese:

Secondo posto: 1957-1958
Terzo posto: 1956-1957, 1963-1964
- Coppa dei Paesi Bassi:

Semifinalista: 1925